# Drayton
Drayton és una població dels Estats Units a l'estat de Dakota del Nord. Segons el cens del 2000 tenia 913 habitants.

## Demografia
Segons el cens del 2000, Drayton tenia 913 habitants, 401 habitatges, i 249 famílies. La densitat de població era de 597,5 hab./km².
Dels 401 habitatges en un 29,4% hi vivien nens de menys de 18 anys, en un 52,6% hi vivien parelles casades, en un 5,5% dones solteres, i en un 37,9% no eren unitats familiars. En el 35,2% dels habitatges hi vivien persones soles el 18,7% de les quals corresponia a persones de 65 anys o més que vivien soles. El nombre mitjà de persones vivint en cada habitatge era de 2,28 i el nombre mitjà de persones que vivien en cada família era de 2,95.
Per edats la població es repartia de la següent manera: un 25,4% tenia menys de 18 anys, un 5,4% entre 18 i 24, un 27,3% entre 25 i 44, un 22,3% de 45 a 60 i un 19,6% 65 anys o més.
L'edat mediana era de 40 anys. Per cada 100 dones de 18 o més anys hi havia 103,3 homes.
La renda mediana per habitatge era de 37.344 $ i la renda mediana per família de 46.484 $. Els homes tenien una renda mediana de 35.543 $ mentre que les dones 18.750 $. La renda per capita de la població era de 17.211 $. Entorn del 8,5% de les famílies i el 10,6% de la població estaven per davall del llindar de pobresa.

## Poblacions més properes
El següent diagrama mostra les poblacions més properes.